# ويليام لونديس
ويليام لونديس هو محامي وسياسي أمريكي، ولد في 11 فبراير 1782 في Jacksonboro, South Carolina ‏ في الولايات المتحدة، وتوفي في 27 أكتوبر 1822 في المحيط الأطلسي. نشط حزبياً في الحزب الجمهوري الديمقراطي. وقد انتخب عضو مجلس نواب كارولاينا الجنوبية ‏ (26 نوفمبر 1804 – 19 ديسمبر 1807) وانتخب عضو مجلس النواب الأمريكي.